# Michal Papadopulos
Michal Papadopulos [ˈmixal ˈpapadɔ̹pulɔ̹s] (* 14. April 1985 in Ostrava, Tschechoslowakei) ist ein tschechischer Fußballspieler griechischer Herkunft. Papadopulos Vater ist Grieche, seine Mutter kommt aus der Tschechischen Republik.

## Karriere

### Verein
Papadopulos spielte für NH Ostrava (1992–1998) und Baník Ostrava (1998–2003), wurde an den FC Arsenal ausgeliehen (2003–2004) und kehrte 2004 wieder zu Baník Ostrava zurück. Zum 1. Januar 2006 wechselte der Stürmer in die Fußball-Bundesliga zu Bayer 04 Leverkusen. In der Rückrunde der Saison 2007/08 spielte der Angreifer auf Leihbasis für Energie Cottbus. Im Sommer 2008 wechselte Papadopulos zurück nach Tschechien und schloss sich dem FK Mladá Boleslav an. Nach einer Saison in Tschechien wechselte er wieder zurück ins Ausland und ging zum niederländischen Pokalsieger SC Heerenveen. Anfang 2011 wechselte Papadopulos zum russischen Zweitligisten Schemtschuschina Sotschi. Hier schoss er in 14 Ligaspielen fünf Tore. Von 2011 bis 2012 spielte Michal Papadopulos für den russischen Erstligisten FK Rostow. Allerdings war er nur Ergänzungsspieler und kam auf lediglich neun Ligaspiele, in denen er ein Tor schoss. Im Juni 2012 unterschrieb Papadopulos einen Einjahresvertrag mit Option auf zwei weitere Jahre beim polnischen Erstligisten Zagłębie Lubin. Insgesamt blieb er 5 Saisons bei Zagłębie Lubin und absolvierte insgesamt 125 Ligaspiele für die Niederschlesier in Liga 1 und Liga 2. Im Januar 2017 wechselte Michal Papadopulos zum Ligakonkurrenten Piast Gliwice, wo er einen Vertrag bis zum 30. Juni 2018 unterschrieb. Nach zwei Jahren in Gliwice, in denen er unter anderem 2018/19 die polnische Meisterschaft gewann, wechselte er zu Korona Kielce. 2020 wechselte Papadopulos zurück nach Tschechien und unterschrieb einen Vertrag bei MFK Karviná.

### Nationalmannschaft
Papadopulos durchlief ab der U-15 fast alle Jugendauswahlmannschaften des tschechischen Fußballverbandes. Er bestritt zwischen 2004 und 2007 27 Spiele für die tschechische U-21-Auswahl. Im Sommer 2008 wurde er erstmals für die A-Nationalmannschaft nominiert und debütierte am 20. August 2008 im Freundschaftsspiel gegen England (2:2), als er in der zweiten Minute der Nachspielzeit für Jaroslav Plašil eingewechselt wurde. Seitdem bestritt er sechs Länderspiele.